# Anthurium plowmanii
Anthurium plowmanii är en kallaväxtart som beskrevs av Thomas Bernard Croat. Anthurium plowmanii ingår i släktet Anthurium och familjen kallaväxter. Inga underarter finns listade.